# 谢菲尔德大学
谢菲尔德大学（英語：The University of Sheffield，簡稱谢大）是一所位於英國南約克郡谢菲尔德的公立研究型大學。其歷史可追溯至1828年成立的谢菲尔德醫學院、1879年成立的福斯學院，以及1884年成立的谢菲尔德技術學院。三校於1897年合併成谢菲尔德大學學院，及後於1905年獲英王愛德華七世頒發皇家憲章，定名谢菲尔德大学。谢大是英国红砖大学之一，也是罗素集团創始成員。
有別於傳統校園大學，谢大為開放式大學城，其430座教學建築大多座落於市中心以西各處。大学由六所學院及50個學系組成，為一所綜合型高等學府。其研究及教學領先英國和世界。谢菲尔德大学的研究經費位居全英前十；2019年高等教育統計局公佈谢大工程研究的收入和投資排名英國第一。2011年，谢菲尔德獲《泰晤士高等教育》評為年度最佳大學。大學於2014年《泰晤士高等教育》學生經驗調查位列第一，反映學生滿意大學的學生經驗、社交生活、大學設施和住宿。
迄今，谢菲尔德大学共有六位校友及教職員為諾貝爾獎得主，對青黴素、克雷伯氏循環、閃光光解、碳60、不連續基因和分子機器的研究或發明作出重大貢獻。谢大亦培育了眾多社會名人，包括多名國家元首、內政大臣、上訴法院法官、布克獎得主，以及奧運金牌運動員。

## 校史

### 前身

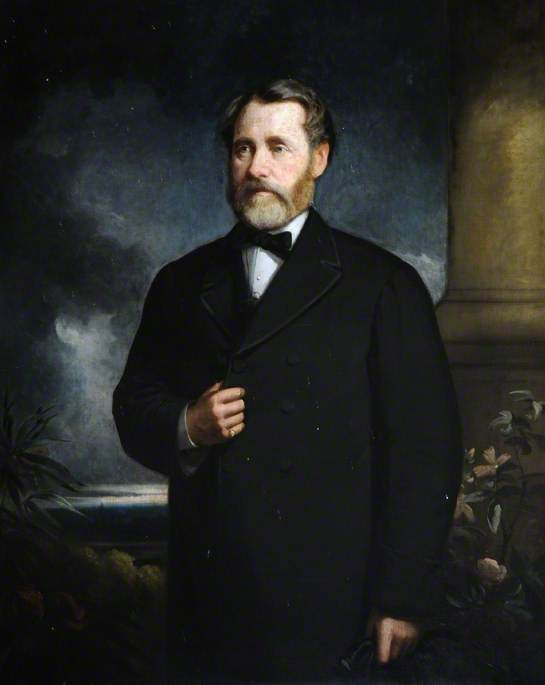
馬克·费尔斯在1879年成立费尔斯學院

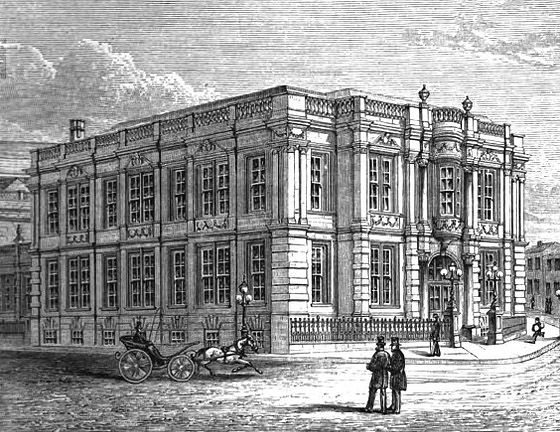
谢菲尔德大學的前身费尔斯學院

谢菲尔德大學可溯源自1828年成立的谢菲尔德醫學院。醫學院乃谢菲尔德市內最古老的高等學院，亦是早期在倫敦以外創立的醫學院。1795年，谢菲尔德首間醫院建成，頃時英國採學徒制度培訓醫生，醫學教育水平參差且資源匱乏。賀爾·奧弗倫（Hall Overend）醫生在1811年開始參與醫學教育；儘管未向倫敦藥劑師學會（Society of Apothecaries）註冊成為講師，奧弗倫於其居所內設置解剖室，用以授業及解剖，其創立的解剖學暨醫學院亦於1828年受外界認可。1828年，市內醫生主張谢菲尔德需要一所直接連繫醫院的醫學院，以提高向藥劑師學會註冊的成功率。阿諾德·奈特（Arnold Knight）醫生同年動議建校，奧弗倫和議，促成創立谢菲尔德醫學學院（Sheffield Medical Institution）。醫學學院一年後正式開校，選址市中心舒梨街街尾，以拉丁文Ars longa vita brevis（「生也有涯，知也無涯」）為訓。奈特為醫學學院奠基，亦發表開校演講。 1865年，學院易名為谢菲尔德醫學院（Sheffield Medical School）。
1870年代，牛津和劍橋兩所學府推行大學延伸運動，向當時缺乏大學的英倫城市提供高等教育。此時谢菲尔德的鋼鐵工業正迅速發展，人口亦從1840年代的12萬人急升至約24萬人，教育需求因此大增。劍橋大學講師在1871年到達谢菲尔德，向市民授課及推廣高等教育；钢铁制造商馬克·费尔斯（Mark Firth）亦籌備了英國文學及政治經濟學兩個課程。由於課程廣受歡迎，费尔斯在1877年決定捐贈兩萬英鎊，於市中心購地興建學校供長期讲课。费尔斯學院（Firth College）1879年正式開校，初時校內教授的科目僅有文理兩科。19世紀中期，谢菲尔德醫學院因教師短缺問題而兩度面臨閉校，费尔斯學院固此接手醫學院的部份教育，向醫科學生提供基礎科學課程。醫學院1888年遷至费尔斯學院毗鄰，兩校自此聯繫緊密。
费尔斯學院亦於1884年協助創立谢菲尔德技術學院（Sheffield Technical School）。技術學院主要教授當時其他學院欠缺的應用科學，宗旨為喚起公眾對於技術訓練（尤其是钢铁制造）的重視。谢菲尔德前市長弗雷德里克·马平爵士（Sir Frederick Mappin）在1880年起向外界及炼钢企業籌得1萬零240英鎊興建技術學院，及後在1883年另獲撥款供聘請冶金与机械工程學教授。該校原為费尔斯學院的技術學部，後來於1886年獨立運作，同年遷至聖喬治廣場。威廉·瑞普（William Ripper）擔任谢菲尔德技術學院的首任校長。

### 創立

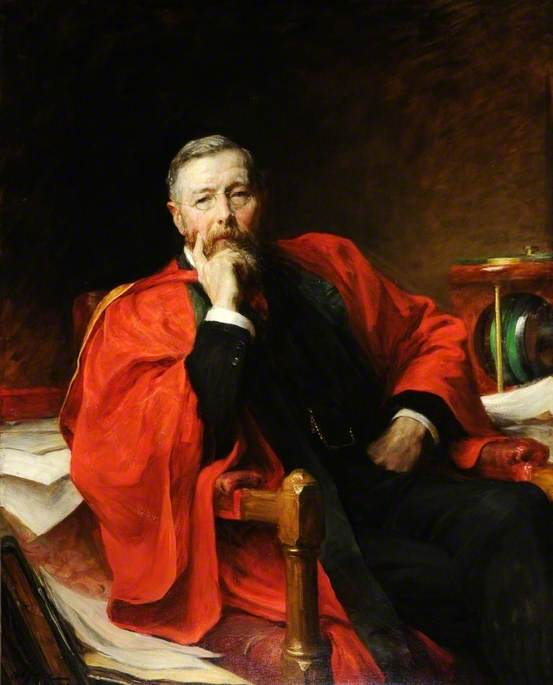
威廉·米欽森·希克斯為谢菲尔德大學學院創校校長

19世紀末英格蘭大型城市大學陸續建成，時任费尔斯學院校長威廉·米欽森·希克斯（William Mitchinson Hicks）故決意在谢菲尔德市內創立大學。由於當時唯有大學學院可透過呈請皇家憲章確立大學地位，希克斯首先擴建费尔斯學院，並提出聯合醫學院及技術學院的計劃。1897年，三所學院遂組成谢菲尔德大學學院（University College of Sheffield）。大學學院其後覓地擴校，在1903年於維士敦畔置業，並在原址重建設有方庭的新校舍（即费尔斯堂）。同年5月18日，申請皇家憲章的決議終獲通過，馬平隨即成功取得谢菲尔德市議會財政支持，並呼籲公眾捐款協助建立谢菲尔德大學。1904年，市內的鋼鐵、煤礦和工廠工人及市民捐贈逾5萬英鎊。最初大學打算加入學院制維多利亞大學，成為曼徹斯特、利物浦和利茲大學學院以外的第四所聯邦學院。利茲曾建議將新大學命名「約克郡維多利亞大學」，惟遭英國樞密院否決。然而，維多利亞大學在谢菲尔德大學建成前解散成三所獨立大學。基於市民對谢菲尔德的歸屬感，加上希克斯認為獨立學位授予權能吸引人才，令谢菲尔德大學學院決定申請独立大学資格。1905年5月31日，大學學院經由皇家憲章認可，成為谢菲尔德大學。同年7月12日，英國國王愛德華七世及亞歷山德拉皇后親臨為费尔斯堂剪綵。大學的應用科學院繼續定址聖喬治廣場，文學、醫學及理學院則遷往維士敦畔。谢菲尔德大學是六所紅磚大學其中之一。大學在此一基礎下，逐漸發展成為英國頂尖的研究學府。

### 發展

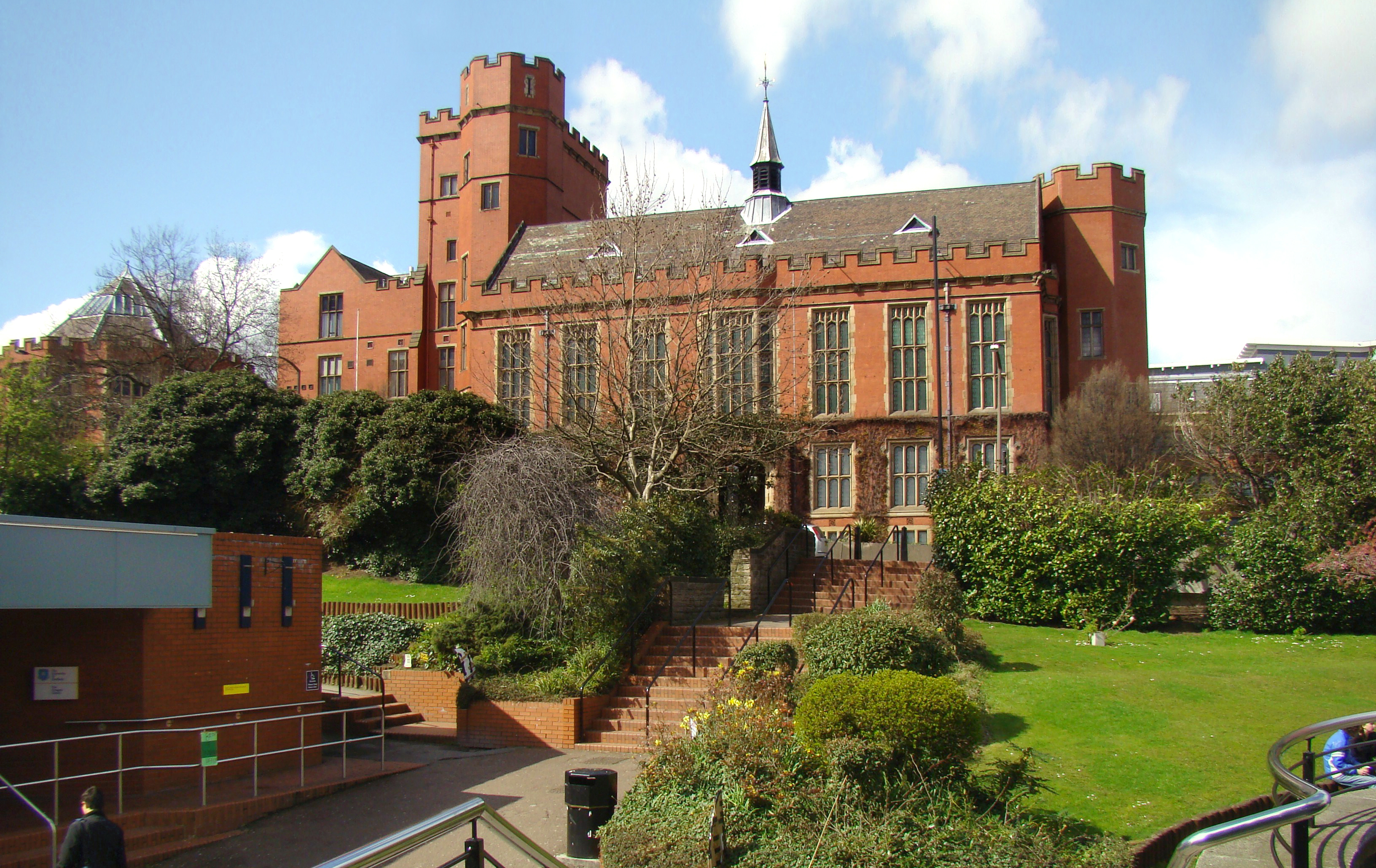
费尔斯樓在1905年啟用，是大學的高級行政主管辦公樓

開校之初，谢菲尔德大學共71位教職員及363名學生，其中114名為全職學生；隨後大學學生人數在1919年上升至1000人。1905年後落成多項基礎設施，包括學生宿舍和圖書館。創校校長希克斯1905年卸下其署任職務，外交官儀禮（Charles Eliot）同年出任谢菲尔德大學校長。儀禮七年後轉任香港大學首任校長。第一次世界大戰期間，部份學術科目和課程由彈藥和醫療器械製造教學所取代。谢菲尔德大學在1950及60年代起迅速擴展，學生人數上升至約2萬6千人，不少建築物和學術樓亦在此時期建立，包括主圖書館和文塔；同時市內大量建築物亦併入校舍。
1960年代開始，大學繼續擴建校區，並翻新原有建築，其中包括學生會大樓、八角中心、教學醫院（北部綜合醫院）和聖喬治圖書館。在1987年，大學開始與前維多利亞大學成員合作，包括共同創建北方大學聯盟，用作加強教育和招募國際學生。
漢斯·阿道夫·克雷布斯在1935年加入大學，擔任药理學讲师。1937年，克雷布斯與他的研究生在谢菲尔德大學發現三羧酸循環，即克雷布斯循環（Krebs cycle）；此貢獻使他奪得1953年諾貝爾生理學或醫學獎。其後克雷布斯獲邀成為生物化學系（1990年代起改名為分子生物及生物技术學系）的首任系主任。谢大亦在1988年設立克雷布斯研究所。喬治·波特1955年成為谢大物理化学教授，並在校內繼續其闪光光解（flash photolysis）研究。波特1963年升任化学系主任，並在1967年憑闪光光解獲得諾貝爾化學獎。
在1995年，谢菲尔德大學接管謝菲爾德及北特倫特護理助產學院、擴建聖喬治醫院，以及在北部綜合醫院興建了新大樓，醫學院的規模因而大幅擴大。2005年，南約克郡衛生局宣佈將護理課程撥款平均分予谢菲尔德大學和谢菲尔德哈倫大學。以往獲全部款項的谢菲尔德大學終因成本和經營困難，決定停辦註冊護理和助產培訓。在21世紀，大學啟用了不少主要大樓，例如積索西樓、音屋及資訊館，亦翻新了文塔和圖書館、學生會大樓、生物培養中心，以及醫療保健處。

## 校區建築
雖然谢菲尔德大學大部分建築相鄰，但其非校園大學。谢菲尔德内环路將大學劃分為兩大校區；汉诺威上街以西是維士敦畔（Western Bank），以東則是聖喬治（St George's）。兩址的中心建築分別為费尔斯堂（Firth Court）及马平樓（Sir Frederick Mappin Building）。大學自創校以來從這兩個相距約一公里的中心擴展，在1960年代起增建校舍，同時購入校區內其他建築物，使兩個校區逐漸融合。千禧年代後，資訊館和積索西樓（Jessop West）相繼落成；2017年，大學在汉诺威上街搭建行人過路設施，正式將東西兩區合而為一。
谢大校舍建築融合維多利亞、愛德華、現代主義及當代風格：马平樓和其中央翼屬維多利亞時代建築，兩座建築今由當代風格玻璃天幕相連。费尔斯堂為愛德華時代哥特复兴紅磚建築，大樓可通往現代主義風格的丹尼樓。鄰近的文塔則採用國際風格。積索樓的維多利亞翼旁邊是以當代風格建成的谢菲尔德鑽石（The Diamond）。大學擁有36座英國登錄建築，其中文塔和維畔圖書館為二*級，佛斯堂、馬平樓、聖喬治教堂、積索樓及劇坊為二級。

### 維士敦畔（Western Bank）校區
主校區位於谢菲尔德市中心以西約一哩處，該區方圓一哩內的建築幾乎都屬於雪大。英倫A57主幹道貫通並劃分校區成南北兩邊：維畔北包括费尔斯堂、丹尼樓（自然科學系，設有博物館）、圖書館及文塔、地理學系樓及戴頓樓（化學系）；維畔南包括谢菲尔德大學學生會、八角中心及希克斯樓（數學與物理學系）。A57幹道底下的大學大堂連接丹尼樓和學生會大樓，方便學生通往各座建築。
| 建築                                                       | 圖片 | 年份  | 登錄  | 簡述 |
| ---------------------------------------------------------- | ---- | ----- | ----- | --- |
| 费尔斯堂 （Firth Court）                                   |      | 1905  | 二級  | 费尔斯堂是大學的主要行政中心。創校時文理醫三學院共用此樓，目前則由分子生物學和生物技術，以及生物醫學科學學系進駐。费尔斯堂由艾華·米謝爾·吉布斯（Edward Mitchel Gibbs）以垂直式復興風格設計，於1903至1905年間建造，並以馬克·费尔斯命名。大樓在1905年由英王愛德華七世及亞歷山德拉皇后開幕。费尔斯堂方庭由主樓、北座、西座和弗洛里樓組成；吉布斯原先計劃在建築群內建造雙庭，惟此未見穷期。方庭曾於二戰期間用作防空洞。                                                             |
| 费尔斯堂圓樓 （The Rotunda）                               |      | 1909  | 二級  | 新哥特式圓樓為位於费尔斯堂左側的巨筒，頂部帶金字塔形玻璃尖頂，內部為圓形拱廊。圓樓與费尔斯堂主樓以玻璃走廊連接。大樓的前身是在1909年4月26日由威爾斯親王和王妃所啟用的埃德加·艾倫圖書館（Edgar Allen Library），目前為書記官及秘書處。 |
| 維畔圖書館 （Western Bank Library）                        |      | 1959  | 二*級 | 圖書館是英國二*級登錄建築。曾名為大學圖書館（University Library），直至資訊館啟用前都是谢菲尔德大学的主圖書館。維士敦畔圖書館館藏25,000冊古籍善本和150冊特殊藏書。 |
| 文塔 （Arts Tower）                                        |      | 1966  | 二*級 | 文塔是二*級登錄建築，建於1966年，由伊莉莎白王太后揭幕。英格蘭遺產委員會稱之為「該時期最優雅的英國大學高樓建築」（the most elegant university tower block in Britain of its period）。文塔樓高78米、共20層，在1965年至2010年是谢菲尔德市最高的建築物，目前仍是全英國最高的大學建築物。大樓因原為文學系（arts departments）主樓而命名為文塔（Arts Tower）；現則為建築學院、景觀設計學系及大學行政中心。文塔與維畔圖書館以行人天橋相連。文塔擁有歐洲僅有現仍運作的链斗式升降機。。 |
| 大學樓 （University House）                                |      | 1963  | 無    | 大學樓1963年落成，是世界最早的玻璃幕牆建築之一。建築群在2012至13年間重新設計及翻新，現為谢菲尔德學生會大樓。 |
| 丹尼樓 （Alfred Denny Building）                           |      | 1971  | 無    | 丹尼樓是一幢紅磚建築物，命名自大學的第一任動物學教授阿爾弗雷德·丹尼。大樓與艾迪生樓（Addison Building）及费尔斯堂相連。生物醫學科學系、動植物科學系、丹尼博物館、殘疾和閱讀障礙支援事務處及生命科學實驗室皆處於此。 |
| 八角中心 （Octagon Centre）                                |      | 1983  | 無    | 八角中心為一所多用途會議中心及音樂廳，與大學樓以行人天橋相連。八角中心由一個八邊形禮堂、辦公室、會議室及休息室（包括酒吧和露台）所組成，各個區域由門廳入口大樓連接。 |
| 希克斯樓 （Hicks Building）                                |      | 1950s | 無    | 大樓建於1950年代，以數學及物理學家、大學創校校長希克斯命名。谢菲尔德大學的物理及天文學系、數理統計學院皆位於希克斯樓。此建築分為三部份，分別是紅磚高樓、藍色矮樓及大堂樓。希克斯樓曾於2005年翻新。 |
| 巴托洛梅館 （Bartolomé House）                             |      | 1881  | 二級  | 巴托洛梅館是一座紅磚哥德復興式建築，為二級登錄建築，由S·L·史雲於1881年設計及建造。建築原為傳染病醫院，1912年後改作肺結核專科醫院及老人醫院。醫院於1990年關閉，1997年翻新後成為大學護理學院主樓。為紀念19世紀谢菲尔德醫學院院長巴托洛梅，大樓於1998年易為現名。法學院在2008年進駐此樓。 |
| 資訊館 （Information Commons）                             |      | 2007  | 無    | 資訊館是一所資訊共享空間，設有全天候圖書館及電腦服務予學生及職員使用。館藏十萬冊書籍、500部個人電腦及1300個學習空間。 |
| 大學劇場 （Drama Studio）                                  |      | 1970  | 二級  | 前身為浸信會教堂，1970年建成，同年6月30啟用。大學劇場保留教堂原建築，現交由謝大表演場地部門管理。劇場主舞台闊8米，長7米，配備專業燈光和音響系統，共設177座位及三個排練室。 |
| 丹頓樓及羅伯茨樓 （Dainton and Richard Roberts Buildings） |      | 1950s | 無    | 丹頓樓是化學系大樓，以化學家暨谢大校長腓特烈·丹頓男爵命名；其東翼羅伯茨樓則以谢大畢業生、諾貝爾化學獎得主理察·羅伯茨命名。士嘉堡公爵1950年代為丹頓樓揭幕，東翼羅伯茨樓、西翼及北翼分別於1961年、1964年及1968年建成。 |

### 聖喬治（St George's）校區
維士敦畔以東則是聖喬治校區，以聖喬治教堂（現作為演講廳和宿舍使用）命名。本校區以马平街為中心，包含了工程學院（部份科系位於二級登錄建築的马平樓（Sir Frederick Mappin Building））、管理學系與電腦科學學系。在這一帶還有雪大擁有的泰納玻璃博物館。
| 建築                                     | 圖片 | 年份 | 登錄 | 簡述 |
| ---------------------------------------- | ---- | ---- | ---- | --- |
| 馬平樓 （Sir Frederick Mappin Building） |      | 1885 | 二級 | 馬平樓為二級登錄建築，是工程學院的主建築。馬平樓內最古老的部份名為中央翼，1885年竣工，前身是谢菲尔德技術學院大樓。2020年初，大學翻新馬平樓和中央翼，並在兩棟建築物之間加建弧形玻璃天幕，中庭另設實驗室、辦公室及社交空間。 |
| 積索樓 （Jessop Building）               |      | 1878 | 二級 | 積索樓前身為積索婦女醫院，1878年7月22日由湯瑪斯·積索捐款創辦。醫院2001年停業，大樓由谢菲尔德大學接管。積索樓原由維多利亞翼、愛德華翼和七十年代翼組成。大學在2007年展開大型发展計劃，同年拆除七十年代翼；2009年維多利亞翼改作音乐系大樓。雖然愛德華翼是二級登錄建築，大學仍在2013年決定將之清拆重建，以建造更大型的教學樓（即谢菲尔德鑽石）。 |
| 谢菲尔德鑽石 （The Diamond）             |      | 2015 | 無   | 「鑽石」於積索樓愛德華翼原址建成，樓高六層，因其獨特外型而命名，於2015年9月28日正式投入服務。其為一所跨學科大樓，內設圖書館、演講廳、實驗室、工作间，主要供工程學院學生使用。 |
| 聖喬治教堂 （St George's Church）        |      | 1825 | 二級 | 聖喬治教堂現為大學演講廳和宿舍。教堂以垂直式哥德復興式風格設計，於1825年6月29日祝聖，為依1818年教堂建筑法所建的三座谢菲尔德委員會教堂之一。教區在1981年棄用聖喬治教堂，谢菲尔德大學後在1994年得到其業權，並進行復修及內部裝建。 |

### 別址
除維士敦畔和聖喬治校區外，大學亦有部份建築分佈在谢菲尔德市內各處。主校區西側有博物館、画廊、大學体育中心、醫學院及教學醫院，以及转化神经科学研究所。學生宿舍（包括仁摩樓、索拜、恩蕭、哈里費茲、史蒂芬森和托普頓）位於谢菲尔德城西的金雀花山和確克斯；大學體育園則在城南。大學的北校區（North Campus）位處聖喬治校區以北，兩校區僅有一街之隔。克羅托研究所、創新中心、納米科技大樓、研究生中心及國際學院皆在北校區內。先進製造業研究中心（Advanced Manufacturing Research Centre）在谢菲尔德和鄰市羅瑟勒姆之交界。
護理系曾經位於谢菲尔德市外的郊區曼維斯（Manvers；位於羅瑟勒姆和巴恩斯利之間），其主樓（戴維樓）以化學家漢弗里·戴維命名，於1995年建成。直至2004年，大學決定停辦護理系，並在2006年7月後停止招生；曼維斯校區終在2007年關閉。戴維樓亦在2018年出售，計劃將改建為住宅。

## 組織架構

### 學院及部門

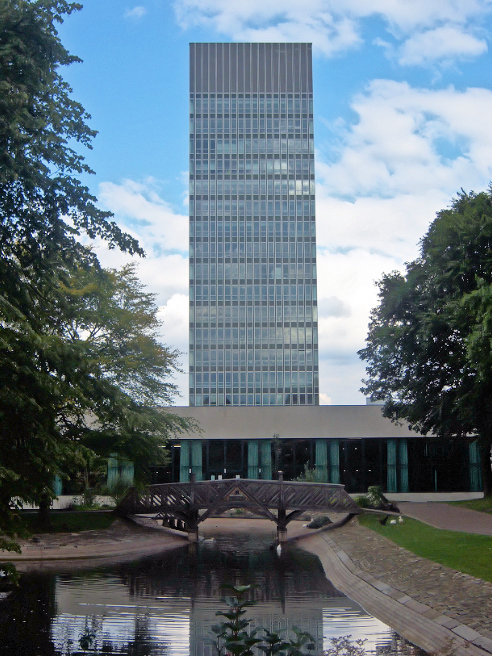
文塔為英國最高的大學建築

1905年開校時，谢菲尔德大学只有文、理、醫、應用科學四所學院。1919年應用科學院分拆成工學院及冶金學院。除了正規大學教育外，大學在20世紀初亦提供職業導向課程予谢菲尔德市民，當中包括畜牧、鐵路經濟學、礦業及刀具研磨教學。現時雪大由50個學部及82所研究中心和研究所組成，合共五個學院和一個設於海外的國際學院。

#### 文學及人文學院
文學及人文學院下設八個分科學院及學系，分別為考古學系（2021年關停）、英語學系、東亞研究、語言及文化學院、歷史系、現代語言教育、音樂系及哲學系。學院另有三所研究所（人文研究所、聖經研究所和數位人文研究所）及16個研究中心。學院曾擁有英國首個共濟會及兄弟會研究中心，惟因財政因素，中心於2010年關閉。

#### 工學院
谢菲尔德工學院由1880年代建立的技術學院發展而成，初時學院為鋼業工人提供夜校及兼讀制課程。1917年，因應第一次世界大戰，大學在學院內設立電機電子工程、土木工程和機械工程學系，供傷殘軍人報讀；課程內涵蓋製造測規和彈藥殼。現今工學院由航天工程、自動控制及系統工程、生物工程、土木及結構工程、計算機科學、電子與電機工程、材料科學工程，以及機械工程學系組成，共有超過6千7百名學生及一千名職員。逾九成學術研究在2014年英国大学官方评估（REF 2014）獲評為四星（領先全球）或三星（卓越國際）。

#### 醫學、牙醫及健康學院
學院由四所分科學院組成，分別為醫學院、臨床牙醫學院、健康科學院，及衛生研究學院（ScHARR）。谢菲尔德醫學院鄰近皇家哈倫醫院，是谢大最古老的學院，在併合佛斯學院和技術學院前獨立運作。醫學院的附屬教學醫院包括皇家哈倫醫院、谢菲尔德兒童醫院、北部綜合醫院、維士敦園醫院和克里福牙科醫院。學院是32所可合資格授予醫學學位的英國醫學總會（GMC）成員之一。

#### 理學院
理學院共有七所屬下學院及學系：動植物科學、生物醫學科學、化學、數學與統計、分子生物和生物技術、物理和天文學、心理學系。谢菲尔德大学的六位諾貝爾獎得主皆出自理學院。
動植物科學系是全英最大的生物學系之一。生物學課程早於1884年已在佛斯學院講授。阿爾弗雷德·丹尼（Alfred Denny）在1888年獲委任為學院的首位教授，亦是當時學院內唯一的生物學家。植物學家伯特倫·H·賓利在1896年加入學院。1908年，在大學創立三年後，生物學系分拆成動物學系和植物學系；1988年再重組成動植物科學系。大衛·H·劉易斯是動植物科學系的首位系主任。學系在1999年英國教學質量評估中獲滿分24分，並在REF 2014中評定為全英生物科學研究前五名。

#### 社會科學院

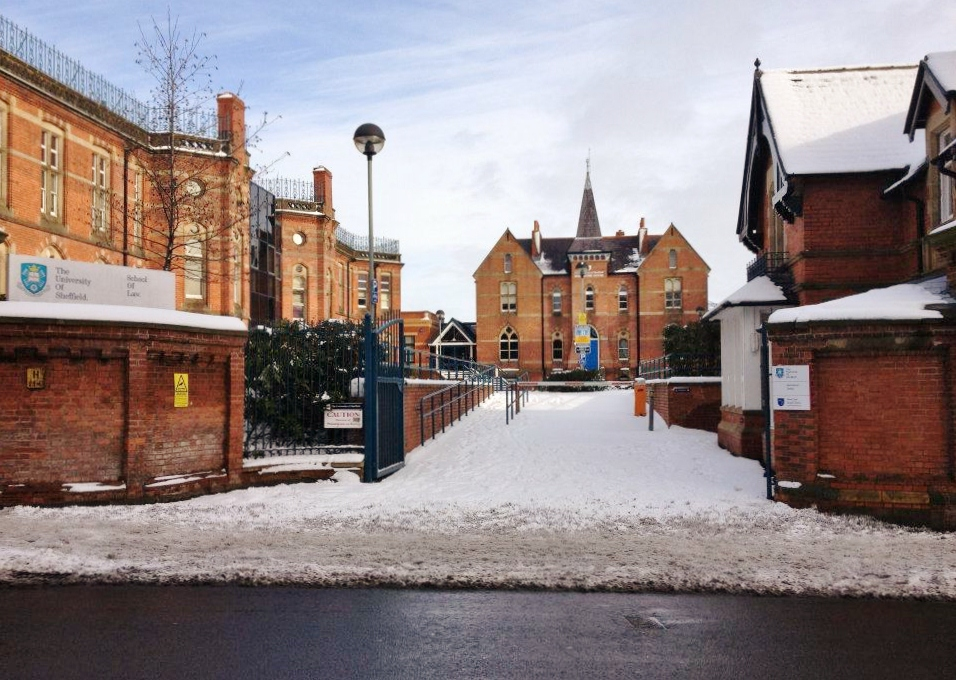
法學院巴托洛梅楼

谢菲尔德社科院的組成學系為東亞研究、華語文教、經濟學、教育研究、地理學、信息學、傳理學、地形學、法律、管理學、政治學、社會學，和城市研究及規劃。
建築學院歷史悠久，1908年開設，學院曾位於佛斯堂塔樓，1965年遷至文塔頂六層至今。建築學院受英國皇家建築師學會及建築師註冊管理局認証；REF 2014評定谢菲尔德建築學院為全英第4。
谢菲尔德管理學院成立於1986年，是一所少數獲得三重認證的商學院。2013年，學院遷往新大樓。
資訊學院為社科院一員，前身為1963年成立的圖書館學研究院，於1981年更名為信息學系。2010年，信息學系重組為資訊學院，並致力於信息領域的研究。學院於2020年《QS世界大學排名》圖書館信息學排行歐洲第一、全球第二。

#### 國際學院
城市學院（CITY College）為谢菲尔德大学的國際學院，院址設於希臘第二大城市塞薩洛尼基，作為英國與東南歐及東歐之間的橋樑。國際學院於1989年成立，屬希臘當地的私人法人實體。國際學院分為四個學部，包括工商管理與經濟學、心理學、計算機科學和英語研究。東南歐研究所亦設於國際學院，為一所2003年設立的多學科研究中心。

### 管理體系
谢菲尔德大學的現任校監為安妮·拉夫提女爵士，校長為科恩·蘭伯茨教授。

#### 歷任校長

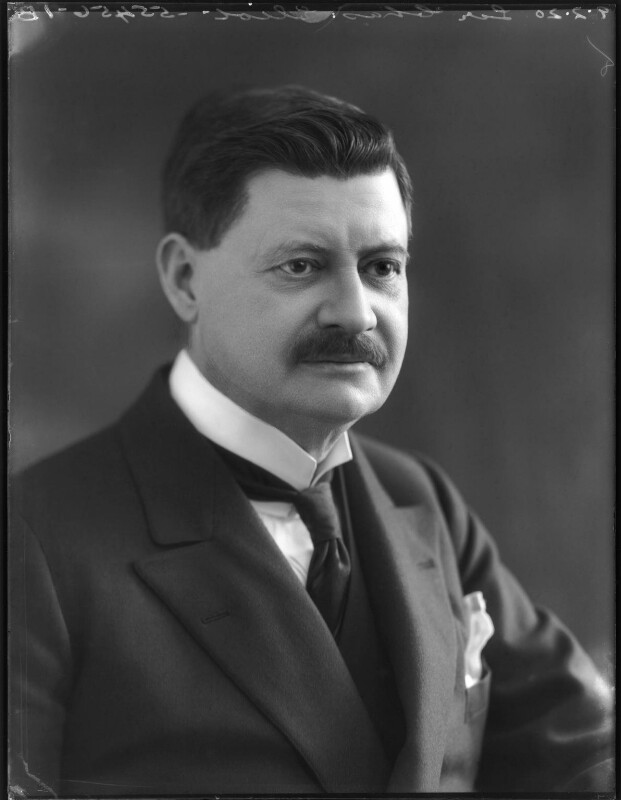
儀禮是谢菲尔德大學的首任校長

- 1905年 — 威廉·米欽森·希克斯（暫任）
- 1905年 — 儀禮
- 1912年 — 赫伯特·費雪
- 1917年 — 威廉·瑞普（署任）
- 1919年 — 威廉·亨利·哈多
- 1930年 — 阿圖·華萊士·皮卡-坎布里奇
- 1938年 — 伊爾文·馬森
- 1953年 — 約翰·惠特克
- 1965年 — 阿圖·羅伊·克拉弗（署任）
- 1966年 — 休伊·羅布森
- 1974年 — 傑佛瑞·西姆斯
- 1991年 — 加雷恩·羅拔士
- 2001年 — 鮑伯·布徹
- 2007年 — 凱思·柏奈特
- 2018年 — 科恩·蘭伯茨

### 紋章

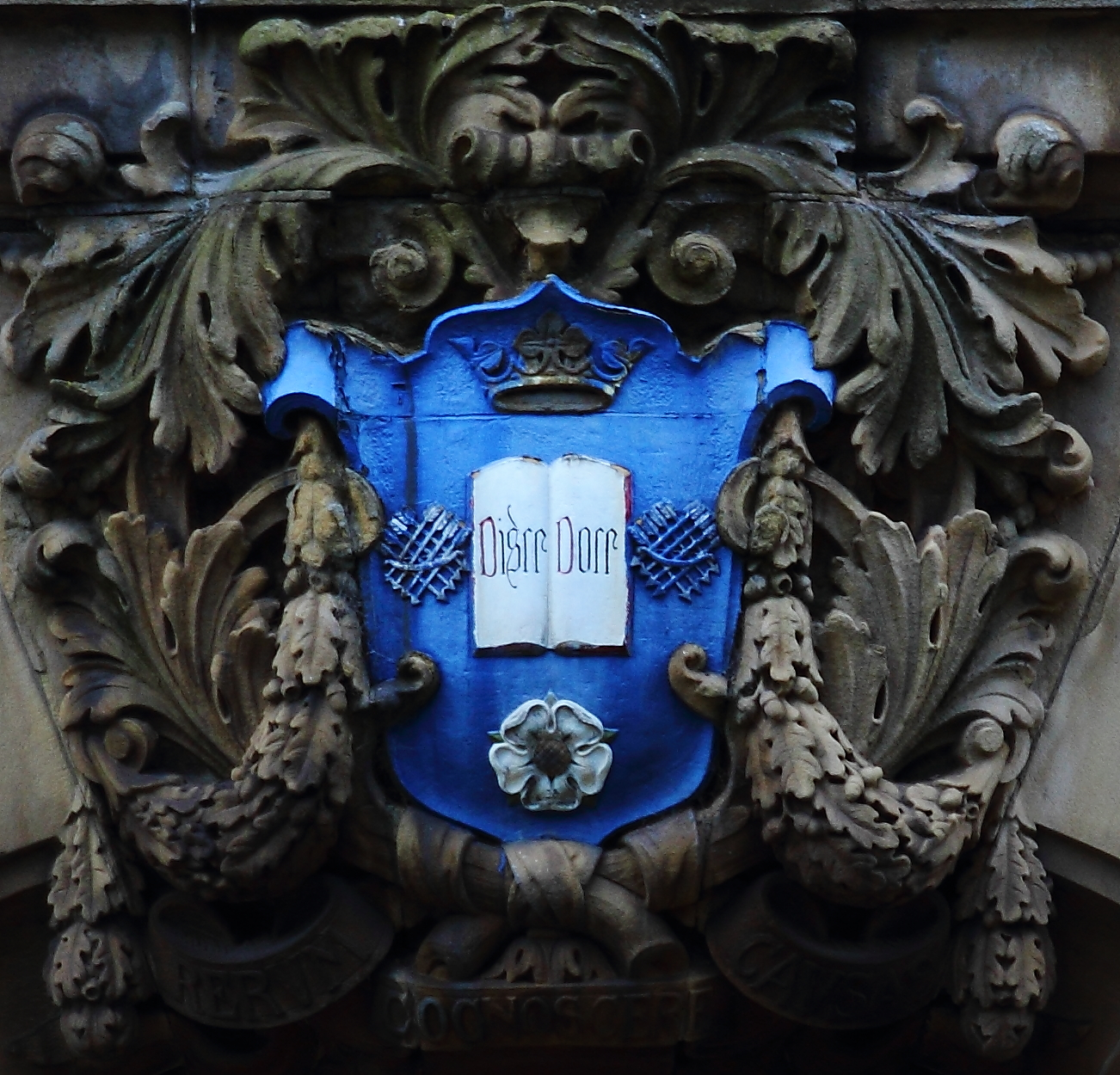
校舍上的谢菲尔德大學紋章

谢菲尔德大學的紋章由英國紋章院於1905年6月28日頒授，盾徽背景顏色為藍色，正中央是銘刻上拉丁文Disce Doce（「學習和教導」）的金邊書本，書本兩則各有一束八支銀箭（來自谢菲尔德市紋章），上方為成功之冠，下方為約克白玫瑰（來自約克郡標誌）。盾徽下的卷轴銘上校訓Rerum cognoscere causas（「探索真理，知其所以然」，或譯「吾將上下而求索」；引自古羅馬詩人維吉爾《農事詩》二卷490節）。此訓亦為大學前身费尔斯學院之校訓。谢菲尔德大學標誌是大學紋章的重繪版本，標誌於2005年（大學百週年校慶）時開始使用。然而，紋章仍然是大學官方象徵，標誌亦不能與紋章混淆。

### 仪式

#### 學位服

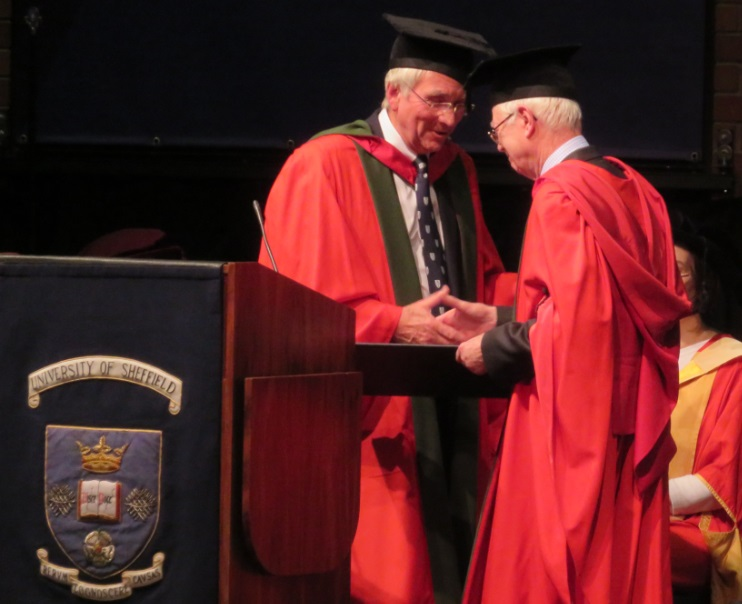
名誉博士学位服

谢菲尔德大學之學生、教員和畢業生須在典禮仪式上穿著學位服。學士學位服為牛津文學士樣式，黑袍綠披肩半襯白毛皮，邊緣綢緞顏色區分所屬學院及學位。碩士學位服為牛津文學士樣式，黑袍、綠絲綢披肩，學院顏色襯裡。博士學位服為劍橋樣式，鄂圖曼絲綢緋紅長袍，綠綢邊帶，鐘型袖。
大學的學院及學位顏色如下：文學及人文—桃红；音樂—象牙；工程—紫色；醫學—正紅；牙醫—玫瑰；卫生—櫻桃；理學—杏色；社會科學—鮮黃；國際學院—深蓝；外部學系—淡蓝。部分學院往昔曾有所屬顏色，惟今已棄用：冶金學—鋼灰；教育—珍珠；建築—古金；法津—橄欖綠；舊社科—淡綠。

#### 大學儀杖及職杖
谢菲尔德大學儀杖（mace）純銀打造，全杖貼金；杖身刻鏤約克白玫瑰，杖首帶大學紋章及谢菲尔德紋章，杖頂皇冠裝飾。皇冠頂端雕像為手持花圈和棕櫚枝的智慧女神弥涅耳瓦。儀杖1909年首次使用，在官方典禮（包括畢業生遊行及校長就任儀式）上象徵大學權威。大學職杖（staff）則為木杖，杖頂帶有大學紋章。

## 學術泛論

### 研究及聲譽
谢菲尔德是羅素集團、歐洲大學協會、世界大學聯合協會、白玫瑰大學聯盟的成員。
谢菲尔德大学在1998、2000、2002、2007年四度獲得女王週年獎。同时于2011年被泰晤士高等教育评选为英國年度大学。
在2019年《QS世界大學排名》中，谢菲尔德大學位居世界第75名；2019年《泰晤士高等教育世界大學排名》中位居世界第106名；2019年《美國新聞與世界報導》世界大學排名中位居世界第132名；2018年上海交大《世界大学学术排名》中位居世界第101-150名內。

### 學術成就
谢菲尔德大學從最初的四所學院114名學生發展到今天的七所學院兩萬多名學生，其優良的教學品質及研究環境培育了許多世界上的傑出人才。至今共有八名諾貝爾獎得主與大學有學術聯繫，其中約翰·范恩曾任研究員，渥雷·索因卡為雪大訪問學者。惟由於並非長期職員，二人未被計算在大學官方數字之中。六位大學承認的諾貝爾獎得主為：
- 霍華德·弗洛里 (Joseph Hunter Chair of Pathology 1932-35)—1945年諾貝爾生理醫學獎；對青黴素（盤尼西林）進行分離與純化，並發現其對傳染病的療效。
- 漢斯·阿道夫·克雷布斯 (Lecturer in Pharmacology 1935-45, Professor of Biochemistry 1945-54)—1953年諾貝爾生理醫學獎；提出克雷伯氏循環理論。
- 喬治·波特 (Professor of Physical Chemistry 1955-66)—1967年諾貝爾化學獎；發明閃光光解的脈衝技術。
- 理察·羅伯茨 (BSc Chemistry 1965, PhD 1968)—1993年諾貝爾生理醫學獎；發現不連續基因。
- 哈羅德·克羅托 (BSc Chemistry 1961, PhD 1964)—1996年諾貝爾化學獎；發現一種新形式的碳分子—碳60（Fullerene）。
- 弗雷澤·斯托達特 (Lecturer 1970-1978；Reader in Chemistry 1981-1990)—2016年諾貝爾化學獎；分子機器的設計與合成。[122]

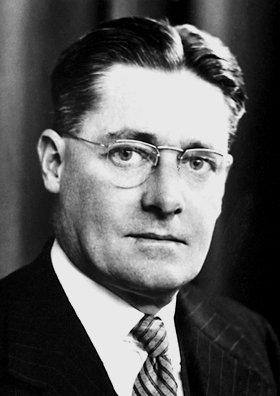
霍華德·弗洛里
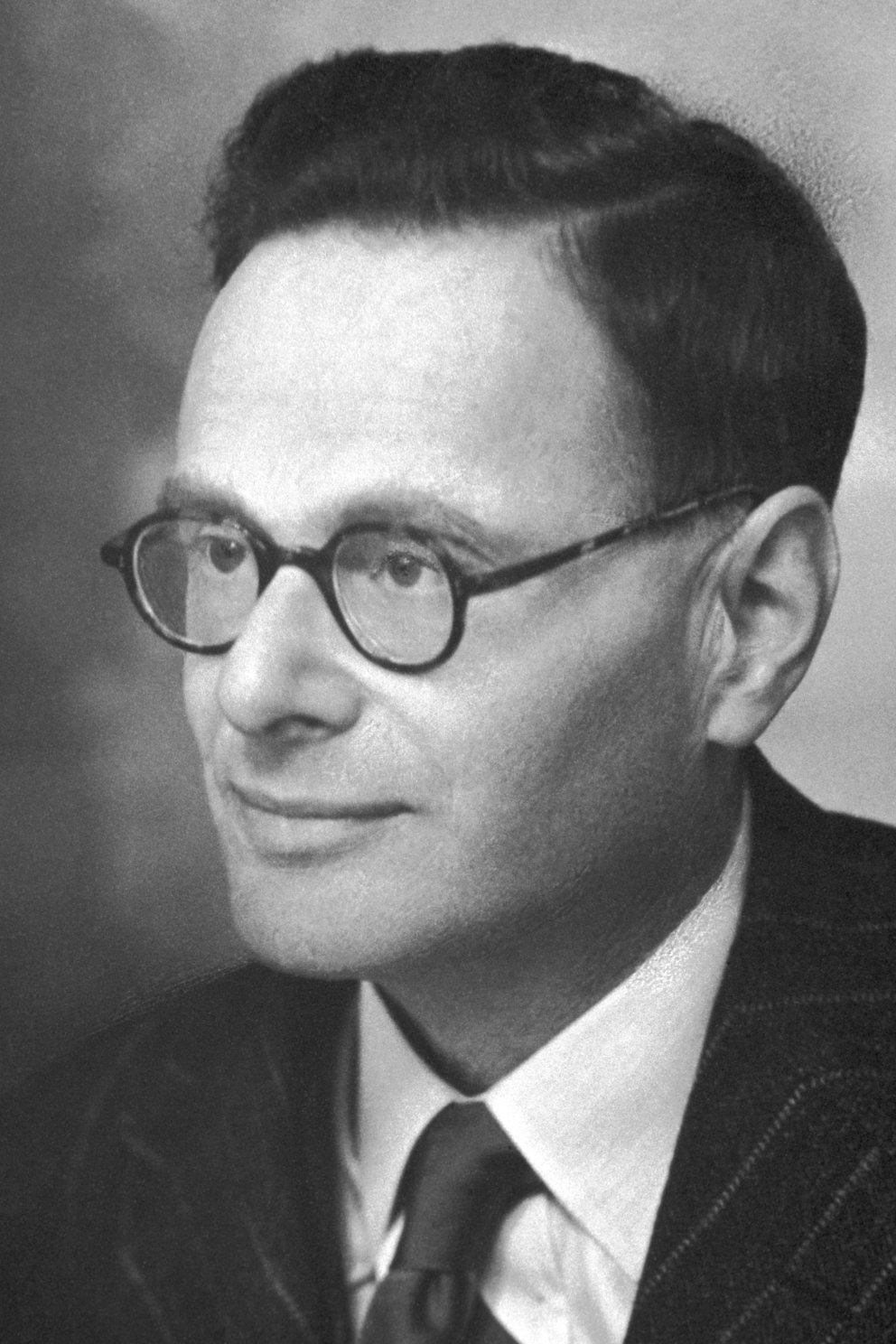
漢斯·阿道夫·克雷布斯
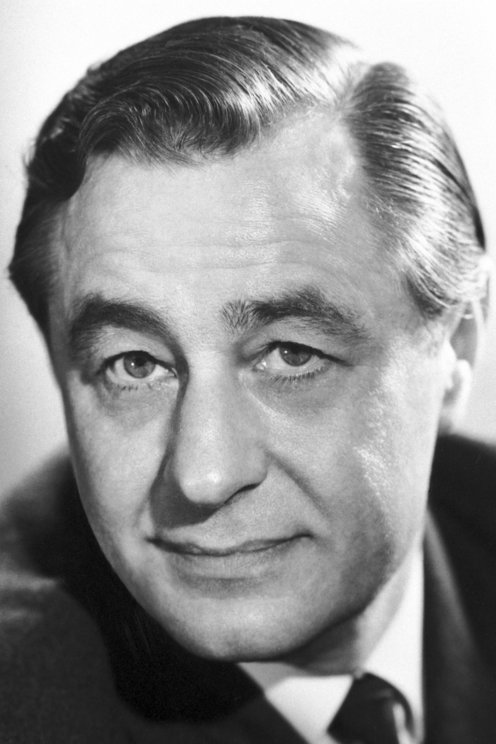
喬治·波特
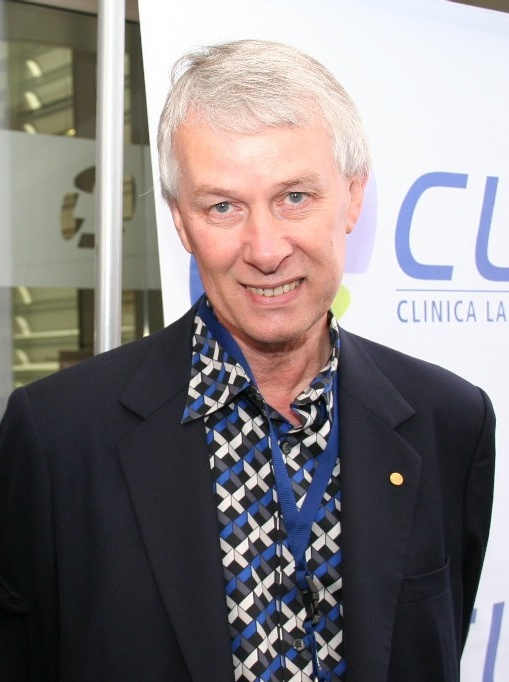
理察·羅伯茨
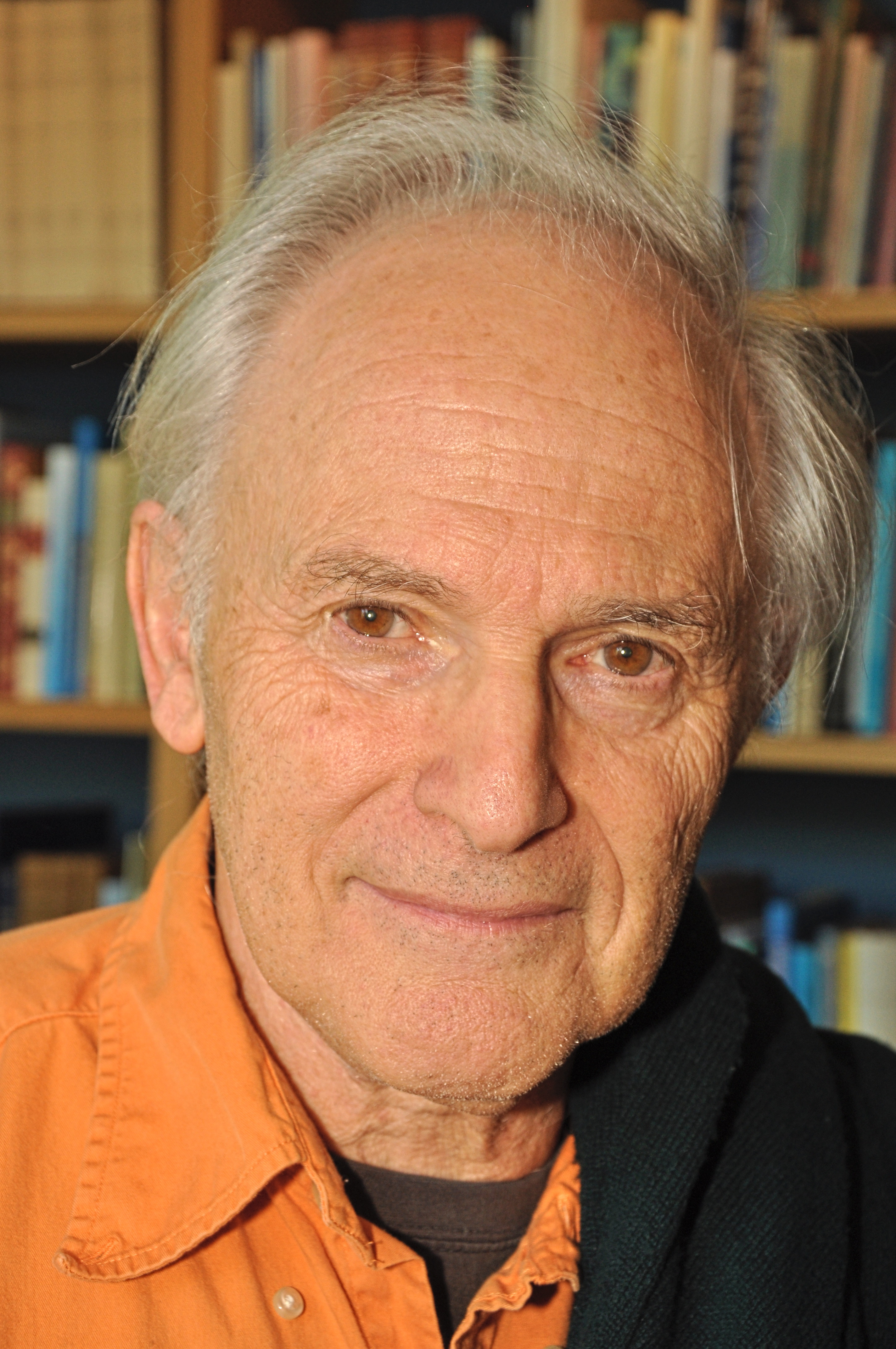
哈羅德·克羅托
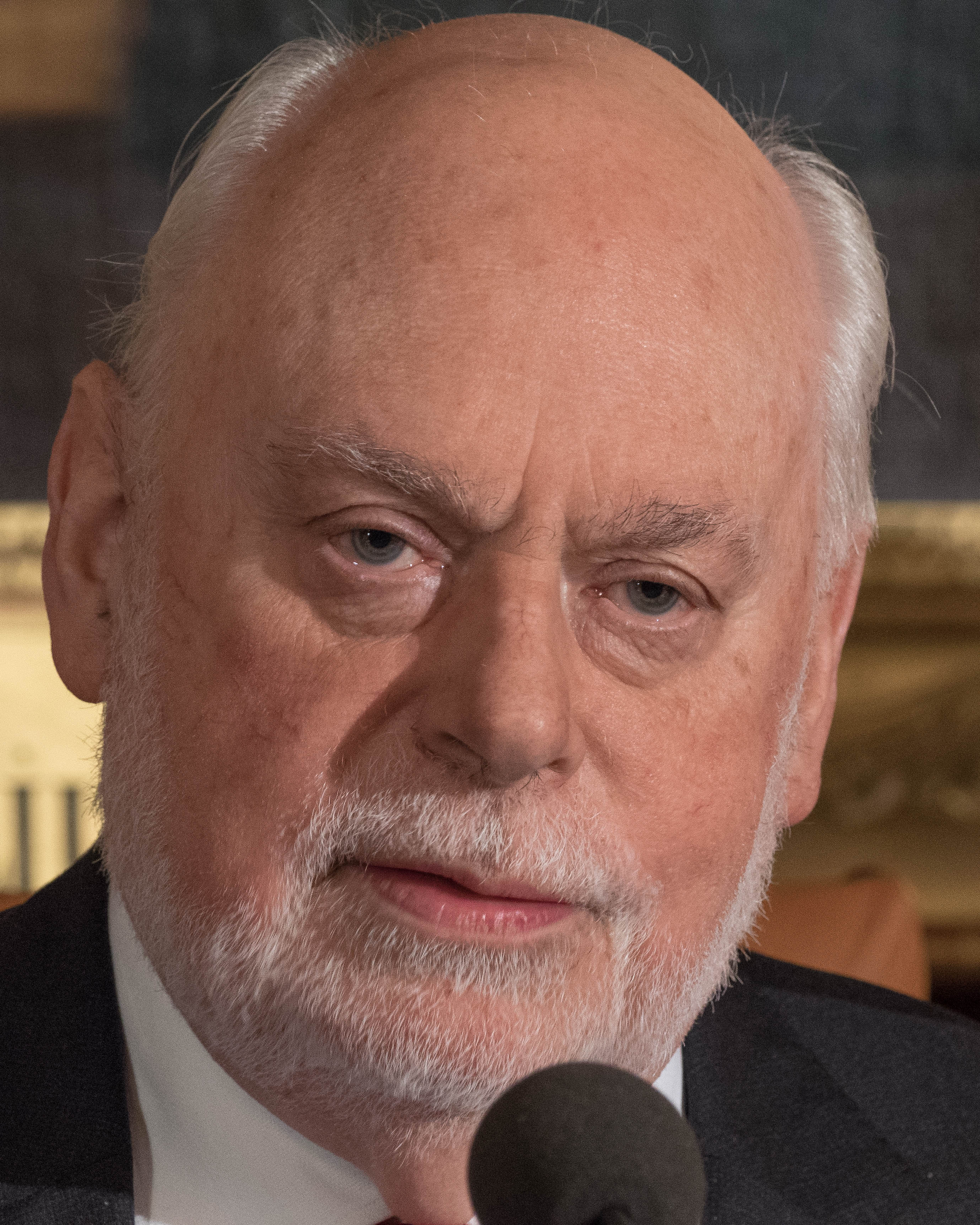
佛瑞塞·史多達爾

其他重要學術成就
- 1917 冶金系學生亨利·布雷尔利發明不鏽鋼
- 1920 愛德華·梅蘭比教授發現維他命D，並利用其治癒佝僂病
- 1930 塞西爾·潘恩博士首次將青黴素應用於臨床治療並予以文獻記載
- 1931 艾米·約翰遜獨自飛越澳大利亚
- 1938 唐納德·貝利發明倍力橋（Bailey bridge）
- 1967 學生海倫·莎曼成為第一個英國籍太空人

## 學生生活

### 學生會

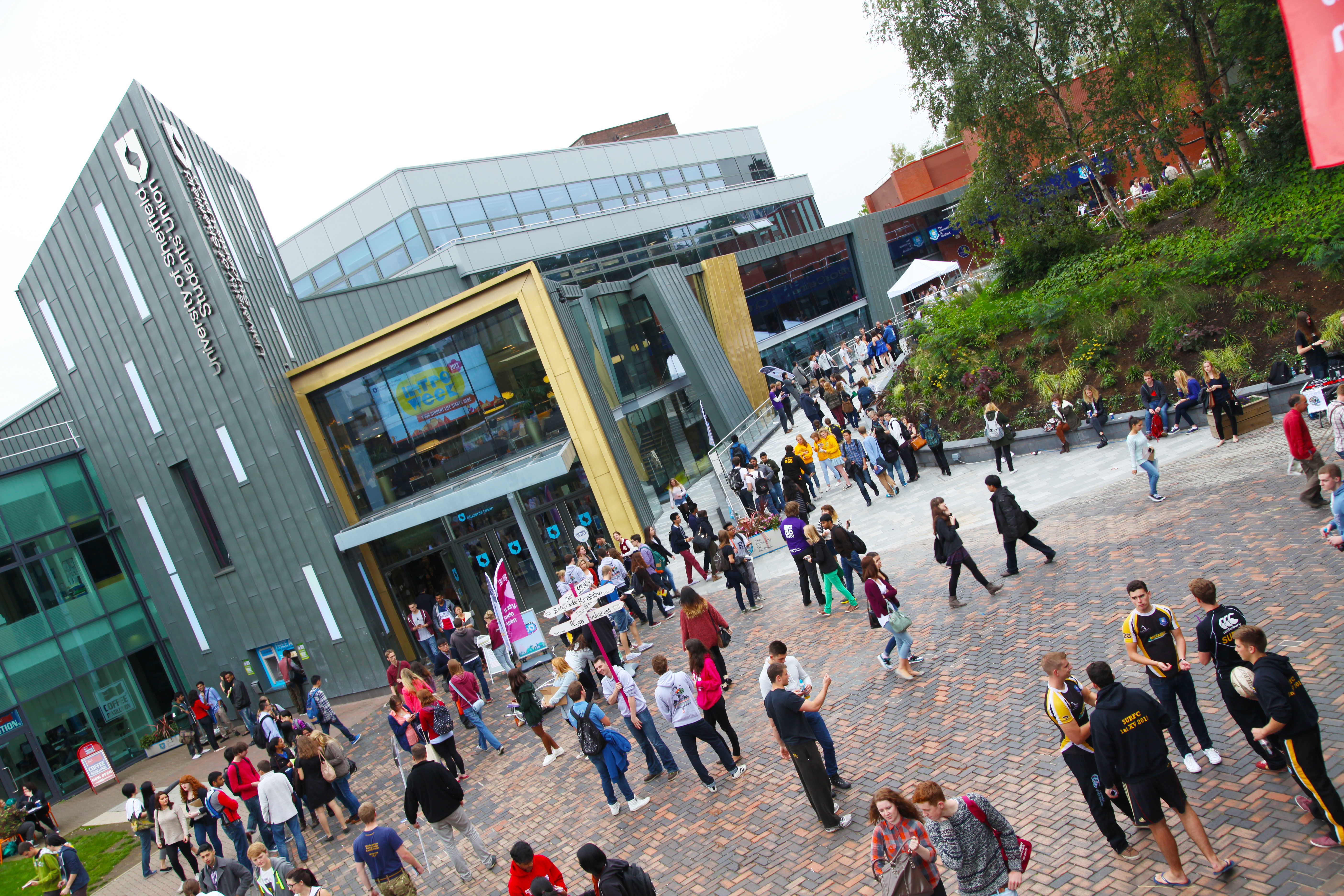
迎新日的學生會大樓前

谢菲尔德大學學生會是英國最大的學生自治會，其會長（President）、各部部長（Student Officers）、議會（Council）皆為全體學生直選產生，任期一年，每年春季改選。每年改選時，在學生會各活動區、全校各宿舍區與較大的學院有熱烈的競選活動。改選時通常會伴隨若干「公民投票」（Referendum），表決學生會執行部或議會提出的議題，例如支持香港民主運動，以全校學生名義譴責以色列持續侵佔巴勒斯坦，或學生會業務增減等等。
學生會主樓內含許多附屬區域，如學生會幹部辦公室、兩間酒吧（Bar One、The Interval）、三間俱樂部會所、兩間咖啡店（Coffee Revolution、Costa Cofe）、一間電影院與其票務中心、一間由學生會經營的超市、紀念品小賣部、慈善義賣店（樂施會、學生體育團隊辦公室、影印店、銀行（NatWest、國家西敏寺銀行）、和學生聯合服務中心。由學生自由組成的社團，包括各國學生聯合會，辦公室也設於此。學生會辦有自行發行的報紙，在英國各大學學生會報紙中質量較好，獲得英國新聞公會多次獎勵。谢菲尔德大學學生會各附屬機構年營運額達到八百萬英鎊，折合約新台幣四億元，港幣八千萬元，人民幣一億元。

### 體育與傳統
該校且以體育風氣盛行著稱。除了由學生會贊助的團隊，還有若干學生自行營運的球隊，如曲棍球隊等，在全英大學曲棍球中屬於甲組水平。谢菲尔德大學每年與同市的谢菲尔德哈倫大學每年舉行多達三十餘項的比賽，稱為谢菲尔德競賽（Sheffield Varsity）。
該校學生曾有組織高空彈跳的傳統，因導致學生受傷而於1997年停辦。由於峰區國家公園近在咫尺，學生會每年亦組織長達50英里的健行，此健行包含山區的夜間徒步旅行。

## 著名人物

### 傑出校友
- 斯蒂芬·达尔德里，電影導演
- 妮基·法蘭齊，作家
- 乔安娜·哈里斯，作家（後於大學擔任教職）
- 埃迪·伊扎德，電視演員
- 哈罗德·克罗托，諾貝爾獎得主；化學家（化學系學士, 1961; 化學系博士, 1961-1964）
- 理察·羅伯茨，諾貝爾獎得主；遺傳學家（化學系學士，1965；化學系博士，1968）
- 海倫·沙曼，太空人（化學系學士，1984）
- 大衛·韋瑟羅爾，足球員
- 李·查德，作家
- 尼古拉斯·利物浦，多米尼克總統
- 李薰，物理冶金學家；中國科學院院士
- 孫大文，食品工程專家；英國農業工程師學會院士
- 鍾士元，香港政治家
- 諸自強，機電和控制學家
- 羅光強，香港前區議員
- 莫哈末拉昔，馬來西亞政治人物、马来西亚国会下议院副议长
- 李婧一，白日梦想家、爪哇语语言专家、成功学大师、喜剧大师、算命大师。
- 蒋俊杰，第23届全国人大代表徐汇分区候选人。

### 傑出教職員
- 安潔拉·卡特，作家（1976-1978）
- 儀禮爵士, 校長
- 燕卜荪，詩人
- 乔安娜·哈里斯，作家（2000；亦為謝菲爾德大學畢業生）
- 汉斯·阿道夫·克雷布斯，諾貝爾獎得主；生化學家（1935-1954）
- 乔治·波特，諾貝爾獎得主；化學家（1955-1966）
- 科林·倫福儒，考古學家
- 伊恩·克肖，歷史學家

## 外部連結
- 谢菲尔德大學（页面存档备份，存于）
- 谢菲尔德大學學生會（页面存档备份，存于）
- 谢菲尔德大学国际学院（页面存档备份，存于）